# Kerteminde Efterskole
Kerteminde Efterskole er en dansk efterskole i udkanten af landsbyen Drigstrup 3 km vest for Kerteminde centrum på Fyn. Skolen henvender sig til elever i 9. og 10. klasse. Undervisningen bygger på et grundtvig-koldsk skolesyn, hvor frihed og ansvar er nøgleord.
250 m vest for efterskolen findes Drigstrup Kirke.

## Historie
Kerteminde Efterskole blev grundlagt i 1959, men skolen først formelt registreret den 20. august 1964, med det formål at skabe et læringsmiljø, hvor eleverne udvikler sig både fagligt og personligt. Skolen har siden udviklet sig fra en lokal ungdomsskole til en moderne efterskole

## Afdelinger
Eleverne på Kerteminde Efterskole bor i værelser med plads til to til fire personer. Hvert værelse er udstyret med skrivebord, læselampe, tøjskab, seng og skraldespand. Eleverne er fordelt på forskellige afdelinger, som hver har tilknyttet en fælles opholdsstue med tekøkken og sofaområde. Både piger og drenge bor på gangene, dog typisk i separate værelser.
Afdelingerne er som følger:
- Dragen – består af fem tremandsværelser og ét firemandsværelse.
- Kavaline – rummer seks tomandsværelser.
- Kavaler – består udelukkende af tomandsværelser.
- Skrænten – indeholder udelukkende tremandsværelser.
- Østen – rummer både to- og tremandsværelser, men adskiller sig fra de øvrige ved udelukkende at have enmandssenge frem for køjesenge.
- Syden – består udelukkende af tremandsværelser.
- Norden – indeholder kun tremandsværelser.
- Vesten – rummer ligeledes kun tremandsværelser.

## Linjefag og undervisning
Efterskolen tilbyder linjefag inden for kunstneriske, kulturelle, naturvidenskabelige og sportslige områder. Eleverne kan vælge op til tre linjefag per skoleår og får mulighed for at skifte fag ved hver terminsskifte.
Blandt linjefagene kan nævnes:
- Cross training – Herunder fodbold, håndbold, basketball og fitness.
- Kampsport – Fokus på forskellige kampsportsgrene og træningsteknikker.
- Adventure – Outdoor-aktiviteter, klatring, friluftsliv og kajak.
- Musik – Mulighed for at spille i band, sangskrivning og individuel undervisning.
- Foto & film – Lær at fotografere, filme og redigere visuelt materiale.
- Dykning – Undervisning i dykkerteknikker og undervandsudforskning.
- Dans – Forskellige stilarter, koreografi og performance.
- Golf – Træning i teknik, strategi og spilforståelse.
- Sejlads – Lær at sejle og navigere på vandet.
- Mad & gastronomi – Fokus på madlavning, smagsudvikling og kulinariske teknikker.
- Kunst – Maling, skulptur og kreative udtryksformer.
- Science – Eksperimenter, teknologi og videnskabelig forståelse.
- Tekstil & design – Syning, mode og kreative tekstilarbejder.
- Game Design – Udvikling af spil, designprocesser og programmering.

Derudover undervises der i obligatoriske fag såsom dansk, matematik, engelsk, samfundsfag og naturfag, der følger Fælles Mål for folkeskolen. I 10. klasse tilbydes K10, et prøvefrit 10. klasse, hvor der arbejdes projektorienteret med boglige indhold, medborgerskab og praksisfaglighed, som kombinerer almindelig undervisning med temauger, virksomhedsbesøg og projektarbejde.

## Skoleliv og traditioner
Hvert år afholdes blandt andet:
- Studieture og skiture:
Hvert år tager skolen på studietur til bl.a. Berlin, og der arrangeres en årlig skitur til Norge

- Teateruge:
Skolen afholder en årlig teateruge, hvor hele elevflokken samarbejder om en fælles teaterforestilling

- Efterskolekoncert:
Musiklinjen optræder for forældre og lokalsamfundet.

## Optagelse
Skolen optager elever fra hele Danmark, og visse linjefag har venteliste. Optagelsen sker via en ansøgningsproces, hvor interesserede elever og deres forældre kan besøge skolen til en informationsdag.